# Abudefduf
Abudefduf, rod riba iz reda grgečki, porodica Pomacentridae, koji je prvi opisao švedski istraživač Peter Forsskål, 1775. To su malene morske ribe prepoznatljive po pet ili šest okomitih tamnijih pruga, rasprostranjene po Indopacifiku i Atlantiku. 
Rod Abudefduf naraste maksimalno do 30 centimetara (vrsta Abudefduf abdominalis), a u najmanje pripada vrsta Abudefduf conformis, s 14 centimetara dužine.
Postoji 20 poznatih vrsta:
- Abudefduf abdominalis (Quoy & Gaimard, 1825)
- Abudefduf bengalensis (Bloch, 1787)
- Abudefduf concolor (Gill, 1862)
- Abudefduf conformis Randall & Earle, 1999
- Abudefduf declivifrons (Gill, 1862)
- Abudefduf hoefleri (Steindachner, 1881); Slika
- Abudefduf lorenzi Hensley & Allen, 1977
- Abudefduf luridus (Cuvier, 1830)
- Abudefduf margariteus (Cuvier, 1830)
- Abudefduf natalensis Hensley & Randall, 1983
- Abudefduf notatus (Day, 1870)
- Abudefduf saxatilis (Linnaeus, 1758)
- Abudefduf septemfasciatus (Cuvier, 1830)
- Abudefduf sexfasciatus (Lacepède, 1801)
- Abudefduf sordidus (Forsskål, 1775)
- Abudefduf sparoides (Quoy & Gaimard, 1825)
- Abudefduf taurus (Müller & Troschel, 1848)
- Abudefduf troschelii (Gill, 1862) Slika
- Abudefduf vaigiensis (Quoy & Gaimard, 1825)
- Abudefduf whitleyi Allen & Robertson, 1974

## Sinonimi
Rodu je nekada pripisivano 103 različitih vrsta, od kojih su danas 83 sinonimi od kojih 67 za druge vrste riba za pripadaju drugim rodivima. Vidi Popis ribljih vrsta Sinonimi_Abudefduf.

## Galerija
- Abudefduf abdominalis
- Abudefduf bengalensis
- Abudefduf concolor
- Abudefduf conformis
- Abudefduf declivifrons
- Abudefduf lorenzi
- Abudefduf luridus
- Abudefduf margariteus
- Abudefduf natalensis
- Abudefduf notatus
- Abudefduf notatus
- Abudefduf saxatilis
- Abudefduf saxatilis
- Abudefduf saxatilis
- Abudefduf septemfasciatus
- Abudefduf sexfasciatus
- Abudefduf sexfasciatus
- Abudefduf sordidus
- Abudefduf sordidus
- Abudefduf sparoides
- Abudefduf taurus
- Abudefduf troschelii
- Abudefduf troschelii
- Abudefduf vaigiensis
- Abudefduf vaigiensis
- Abudefduf whitleyi